# Antonino Uccello
Antonino Uccello (Canicattini Bagni, 11 settembre 1922 – Palazzolo Acreide, 29 ottobre 1979) è stato un antropologo e poeta italiano.

## Biografia
Dopo aver compiuto gli studi magistrali a Noto, nel 1944 sposò Anna Caligiore. Nel 1947 si trasferì in Lombardia dove insegnò alle scuole elementari della Brianza; fu in questo periodò che Uccello avvertì la necessità di recuperare il patrimonio culturale della Sicilia contadina e rurale, in coincidenza con un intenso flusso migratorio verso le regioni del nord che minacciava di disperdere tale patrimonio di tradizioni, usi e costumi siciliani. Oltre a organizzare mostre d'arte contadina, in Lombardia ebbe l'occasione di frequentare i cenacoli culturali incentrati sulla figura di Elio Vittorini e conoscere personaggi quali Ernesto Treccani, Piero Chiara, Luciano Budigna, Ugo Bernasconi, Tono Zancanaro.
Dopo un periodo di prolifica attività poetica di stampo neorealista con influenze ermetiche, Uccello cominciò a sviluppare un maggiore interessamento verso la ricerca etnoantropologica collaborando con l'Accademia nazionale di Santa Cecilia e il Centro Nazionale Studi Musica Popolare di Roma e maturando una critica influenzata dalla lettura dei Quaderni dal Carcere di Antonio Gramsci. I suoi studi in questo campo furono volti principalmente a una rilettura del Risorgimento visto attraverso l'ottica delle masse popolari siciliane e soprattutto ai diversi aspetti della cultura popolare e contadina.
Nel 1960 Uccello tornò a Palazzolo Acreide, dove nel 1971 inaugurò la famosa Casa-museo che ebbe tra i visitatori tanta gente comune e varie personalità tra le quali Leonardo Sciascia e Renato Guttuso. Chiusa nel 1979, dopo una raccolta di firme voluta dall'ultimo suo editore Beppe Costa la Casa-museo fu acquistata dalla Regione Siciliana nel 1983 e nuovamente allestita per consentirne la fruizione al pubblico. Antonino Uccello morì nel 1979 in seguito a un male incurabile. È sepolto a Canicattini Bagni.
Il regista Vittorio De Seta gli ha dedicato il mediometraggio documentaristico intitolato Dedicato ad Antonino Uccello, diretto nel 2003.

## Opere
- 1958: Edda. 14 frammenti norreni con 14 litografie di G. L. Giovanola
- 1959: Ernesto Treccani incisore
- 1968: Variazioni sul nudo
- 1969: Del Mangiar Siracusano
- 1972: Paese di Sicilia
- 1974: Era Sicilia (disco LP)
- 1976: Canti popolari di carcere e mafia (disco LP)

### Raccolta di poesie
- 1940: Tristia
- 1957: Triale
- 1957: La Notte d'Ascensione
- 1962: Poesie d'amore, Poesie brianzole, Racemi
- 1967: Viola di parasceve. Sequenza in morte di un amico
- 1967: Sulla porta chiusa
- 1967: 12 frammenti di un amore
- 1967: Salmo 1 per il Vietnam
- 1967: Di Marzo
- 1968: Janiattini: prosa e poesie (ristampa nel 1980)
- 1968: 9 Poesie
- 1972: Paolo Sorrentino
- 1975: Trittico d'amore

### Monografie
- 1959: Canti del Val di Noto: poesia popolare siciliana
- 1961: Risorgimento e società nei canti popolari siciliani (ried. 1978, Pellicanolibri)
- 1965: Carcere e mafia nei canti popolari siciliani (ried. 1974)
- 1968: Pitture su vetro del popolo siciliano
- 1972: Folklore siciliano nella Casa-museo di Palazzolo Acreide
- 1973: La civiltà del legno in Sicilia
- 1976: Pani e dolci di Sicilia
- 1979: Il Presepe popolare in Sicilia
- 1980: Bovari-Pecorai-Curatoli. Cultura casearia in Sicilia (postumo)
- 1980: La casa di Icaro. Memorie dalla Casa-museo di Palazzolo Acreide, Pellicanolibri (postumo)